# Любо-Надиевка
Любо-Надиевка (укр. Любо-Надіївка; до 2025 года — Любо-Надеждовка) — село в Первозвановской сельской общине Кропивницкого района Кировоградской области Украины
Население по переписи 2001 года составляло 41 человек. Почтовый индекс — 27650. Телефонный код — 522. Код КОАТУУ — 3522586903.
В июне 2025 года, постановлением Верховной Рады Украины селу было присвоено название Любо-Надиевка